# Empire (motorfiets)
Empire is een historisch merk van motorfietsen.
Deze werden geproduceerd door: Empire Cycle & Motor Co in Adelaide.
Empire was een Australisch merk dat in het begin van de twintigste eeuw motorfietsen maakte, waarschijnlijk alleen Minerva's die in licentie werden gebouwd.